# David Peifer
David Peifer, auch Pfeifer, Pfeiffer, David P. der Ältere (* 3. Januar 1530 in Leipzig; † 2. Februar 1602 in Dresden) war ein deutscher Jurist, Hofrat, kursächsischer Kanzler unter Christian I. und Christian II., Publizist und Dichter.

## Leben und Wirken
Der Übertritt der Eltern und seiner Geschwister vom Katholizismus zum Luthertum erfolgte 1539. Peifer selbst war verheiratet mit Barbara, geb. Blasius, von 1563 bis 1591. Sie hatten 15 Kinder, von denen ihn fünf (zwei Söhne und drei Töchter) überlebten.

### Schule und Studium
Der jüngste Sohn des aus Ochsenfurt am Main stammenden Leipziger Rechtsgelehrten Nicolaus Peifer wurde nach kurzzeitigem Besuch der Thomasschule in Leipzig (1537) mit einigen seiner fünf Brüder und anderen Gleichaltrigen von Simon Malecast privat unterrichtet. Sein gewandtes Auftreten in lateinischen Theaterstücken fand großen Anklang. Er besuchte 1544/1545 die neugegründete Fürstenschule in Pforta. Bei einer Lateinprüfung über das Thema „Warum sollte die Lektüre des Cicero allen anderen lateinischen Schriftstellern vorgezogen werden?“ überraschte er durch seine erstaunliche Antwort in vier lateinischen grammatikalisch und inhaltlich überzeugenden Versen, die ihm den Preis des Prüfers einbrachten. 1545 schrieb er sich an der Universität Leipzig ein und bestand nach dem Baccalaureat 1551 das Examen als Magister Philosophiae an der Artisten-, der späteren Philosophischen Fakultät. Danach hörte er Rechtswissenschaften bei Pierre Lorioz, den Kurfürst Moritz nach Leipzig berufen hatte. Peifer führte an der Universität Bologna das Studium des Zivil- und Kirchenrechts von 1555 bis 1558 als Schüler von Marianus Socinus und Ferdinand Veza fort. Er bestand mit Auszeichnung die Promotion zum Doktor iuris. In den Ferien unternahm er längere Bildungsreisen zu Pferd durch Italien bis Genua, Mailand, Rom und Neapel. Die Heimreise 1558 führte ihn über die Schweiz, Straßburg und Mainz.

### Berufliche Laufbahn
Nach der Rückkehr hielt er juristische Vorlesungen in Leipzig, ehe er am Hof des Herzogs Johann Albrecht von Mecklenburg (1525–1576) als Jurist tätig war und sich als diplomatischer Berater, Schlichter, Gesandter nach Preußen und Polen sowie als Begleiter des Herzogs einen besonderen Ruf erwarb. Johann Albrecht entließ ihn nur widerwillig 1565 aus seinem Dienst, nachdem ihm die Stelle eines kursächsischen Hofrats angeboten worden war. Er diente erst Kurfürst August (1526–1586), der ihn 1564 zum Geheimen Rat erhob, als Diplomat, Rechtsberater, Gesandter zu den Reichstagen 1576 in Regensburg, als Kursachsen die Sprengung des Reichstags verhinderte, und 1582 in Augsburg und Begleiter Augusts zur Kaiserwahl von Maximilian II. und Rudolf II. Als überzeugter Reichspatriot unterstützte Peifer, den seit der Jugend eine enge Freundschaft mit dem kaiserlichen Reichshofrat Andreas Erstenberger (1520–1584) verband, die aktive reichstreue Stabilitätspolitik Augusts. Er trug dessen Neugestaltung der Verwaltung und der Finanzen mit. So war Peifer an der Ausarbeitung der vorbildlichen vereinheitlichenden Rechtsordnung der Constitutiones Saxonicae von 1572 beteiligt. 1570 nahm Kaiser Maximilian II. ihn mit seinen fünf Brüdern in den Adelsstand auf; Peifer schien aber den Titel nicht getragen zu haben. Eine bereits beurkundete Ernennung zum kaiserlichen Hofrat wurde wegen des Todes von Maximilian nie vollzogen.

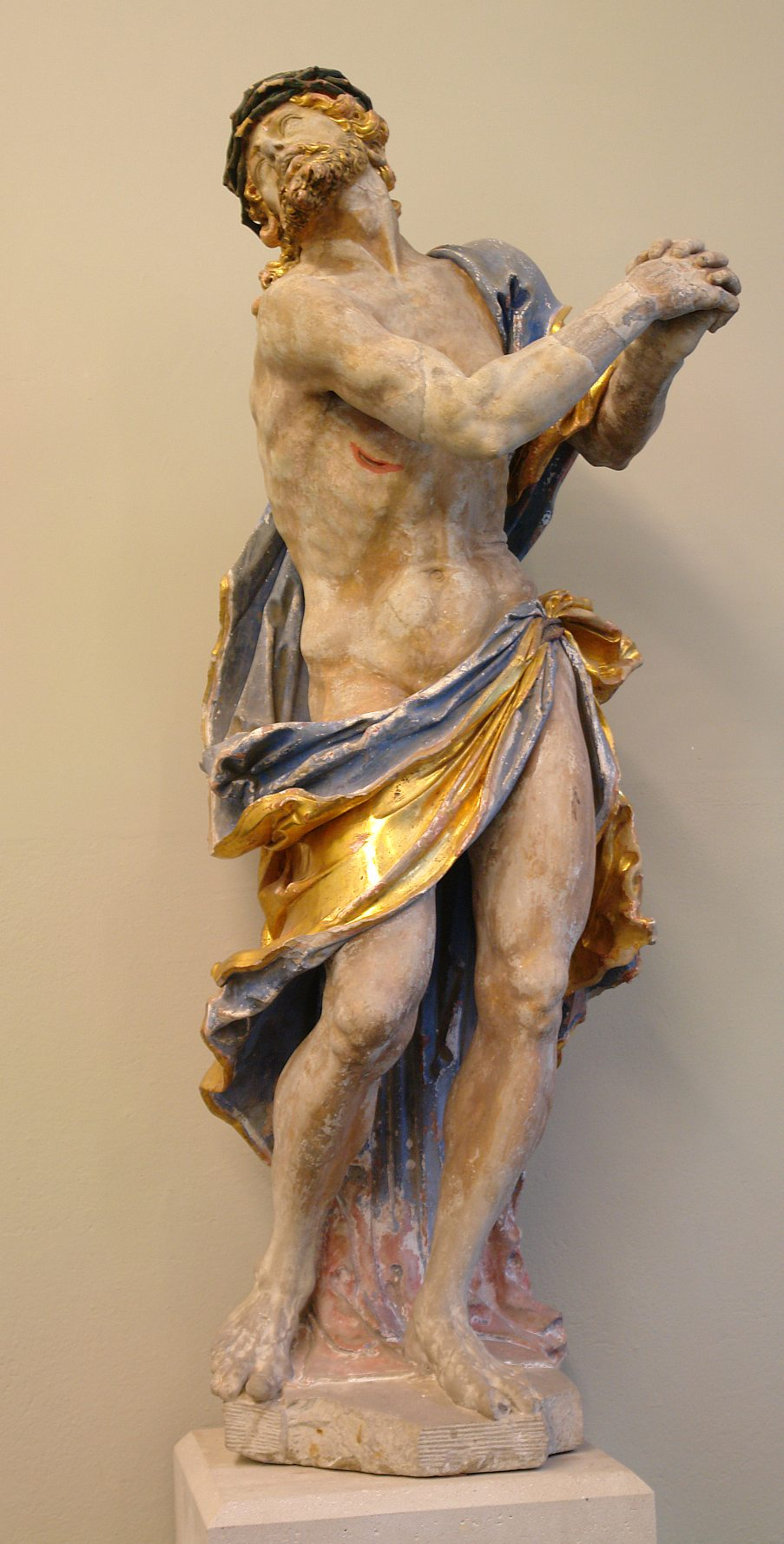
Ecce homo vom Epitaph des David Pfeifer

Peifer wurde 1574 in das Kollegium des neugegründeten Geheimen Rats aufgenommen, der als außen- und kulturpolitische Zentralbehörde Kursachsens erst 1831 durch eine Kabinettsregierung abgelöst wurde. Der überzeugte Lutheraner trat für die Einheit der christlichen Lehre ein. Eine Beteiligung Peifers an der 1574 einsetzenden Verfolgung der des Calvinismus bezichtigten Anhänger Melanchthons („Philippisten“) ist nicht nachgewiesen. Peifer wirkte bei der Gestaltung der Konkordienformel von 1577 und deren Aufnahme in das Konkordienbuch 1580 mit. Er war indes für die Durchsetzung der der lutherischen Orthodoxie verpflichteten Kirchen- und Schulordnung von 1580, die auch die Universitäten einschloss, zuständig. Ob und wie er am Aufbau der Kunstsammlung im Albertinum beteiligt war, ist noch nicht erforscht.
Augusts Nachfolger Kurfürst Christian I. (1560–1591) bestellte ihn bei seinem Amtsantritt 1586 zum Kanzler, obwohl Peifer seine Entlassung anstrebte und erste Unstimmigkeiten mit dem Herrscher auftraten. Peifer musste allerdings auf die Verantwortung für die Außenpolitik verzichten, die der Geheime Rat Nicolaus Krell übernahm. Ob auf Betreiben Krells oder aus eigenem Antrieb wegen Unzufriedenheit wurde Peifer 1589 als Kanzler entlassen und zog sich auf die Burg Goseck zurück. Er war jedoch verpflichtet, als Beisitzer alle sechs Monate an den Gerichtsverfahren am Oberhofgericht in Dresden teilzunehmen.
Krell, der dem Calvinismus nahestand, setzte zum Ärger Peifers die Konkordienformel außer Kraft und wollte in der sogenannten Zweiten Reformation im Sinne Calvins das Luthertum überwinden. In der Außenpolitik kehrte Krell sich der bisherigen Politik der Treue zum Reich und damit zu den Habsburgern ab und forcierte im Torgauer Bund die aktive kursächsische Beteiligung in der Allianz der reformierten Staaten. Nach dem frühen Tod Christians I. 1591 wurde Krell von den obsiegenden orthodoxen Kräften abgesetzt und verhaftet.
Peifer stand als überzeugter, aber nicht blinder Lutheraner in Opposition zu Krells politischer und kirchlicher Wendepolitik. Der 61-Jährige wurde im November/Dezember 1591 sowohl vom Administrator Herzog Friedrich Wilhelm von Sachsen-Weimar, der mit Kurfürst Johann Georg von Brandenburg die Mitregentschaft für den noch minderjährigen Christian II. (1583–1611) führte, als auch von verbliebenen Mitgliedern des Geheimen Rats zur erneuten Übernahme der Kanzlerschaft überredet. Peifer hatte kurz zuvor seine Frau Barbara verloren, nahm dennoch das Amt trotz (oder wegen) verringerter Zuständigkeiten an. Die Zeitgenossen haben Peifer, der nominell zur siegreichen orthodoxen Partei zählte, nicht eine aktive Mitwirkung an der erneut einsetzenden teils brutalen Verfolgung oder Ausweisung der Anhänger Krells, der „Kryptokalvinisten“, vorgeworfen. 1594 baten Peifer und drei weitere Geheime Räte, darunter sein Schwiegersohn Dr. Johann Badehorn (1554–1610), den Administrator, sie von der Teilnahme am (juristisch umstrittenen) Prozess gegen den früheren Kanzler Krell zu verschonen. Daraufhin wurden sechs Professoren der Universitäten Wittenberg und Leipzig mit der Führung des „peinlichen Prozesses“ beauftragt. Trotz diplomatischer Einwände wurde Krell 1601 in Dresden enthauptet. In der elfjährigen zweiten Amtszeit Peifers entwickelte sich Kursachsen wirtschaftlich sehr erfolgreich, obwohl das Land als Koalitionspartner der katholischen Mächte während des „langen Türkenkriegs“ (1592/93 bis 1606) Soldaten aufbot und Geld beisteuerte.
Peifer verfasste am 2. Januar 1600 sein Testament mit einer bis um 1936 wirksamen Stipendienstiftung für Familienangehörige. Er wurde in einem Erbbegräbnis auf dem Kirchhof der alten Frauenkirche beigesetzt. Das Grabdenkmal in Form eines Ecce homo von Sebastian Walther befindet sich heute im Eingang der Dresdner Kreuzkirche.

## Das publizistische und dichterische Werk
Peifer begann bereits als junger Student sein publizistisches Wirken mit politischer Zielsetzung. Als 19-Jähriger nahm er in der Streitschrift Epistolae Ecclesiae afflictae ad Christum (Leipzig 1550) König Ferdinand und seinen Landesherren Kurfürst Moritz von Sachsen gegen die Beleidigungen des Spanier Luis Avila, der in seiner Geschichte des Schmalkaldischen Krieges beide Herrscher attackiert hatte, in Schutz. Dieser Einsatz für das Haus Habsburg wurde 1550 mit der Krönung Peifers zum Poeta laureatus belohnt. Im gleichen Jahr legte er die Elegie Imperatores Turcici (Basel nach 1550) auf dem Reichstag in Augsburg vor. Darin rief er den Kaiser und die deutschen Fürsten zum gemeinsamen Kampf gegen die Türkengefahr auf, ein Thema, das ihn auch als kursächsischen Politiker herausgefordert hat.
Seine streng lutherische Grundhaltung kam in seiner vierbändigen Geschichte der Geburtsstadt Leipzig (Merseburg 1689/Leipzig 1700) und in der Beschreibung von Staat und Geschichte Kursachsens unter Kurfürst August (Jena 1708) zum Ausdruck.
Peifers gediegene humanistische Bildung schlug sich in einer nicht erhaltenen frühen alphabetischen Aufstellung von Redensarten Ovids und einer Übersetzung der Bücher über die Jagd von Oppian ins Lateinische nieder. Aus dem zeitweiligen Ruhestand auf seinem Landgut Goseck schrieb er 1591 eine Andreas Erstenberger gewidmete Elegie E Gossogiano Nonis Octob. MDLXXXXIX.